# Émile-Joseph Carlier
Émile-Joseph-Nestor Carlier, anche noto semplicemente come Joseph Carlier (Cambrai, 3 gennaio 1849 – Parigi, 11 aprile 1927), è stato uno scultore francese.

## Biografia
Émile-Joseph-Nestor Carlier nacque in una casa nella rue de la Prison, dove oggi sorge il municipio di Cambrai. Suo padre faceva il coltellinaio e il musicista nel tempo libero. Egli voleva che suo figlio divenisse un architetto o un ingegnere di arti e mestieri.
Carlier frequentò una scuola di frati, seguì le lezioni della scuola municipale di disegno sotto l'occhio attento dei suoi professori Berger, padre e figlio. Suo padre, temendo i rischi della vita d'artista, era poco entusiasta della scelta professionale di suo figlio. Fu con il sostegno di sua madre che nel 1864 Joseph Carlier entrò nello studio dello scultore ornamentale cambresiano Lecaron, dove apprese e imparò il mestiere scolpendo le pietre della cattedrale di Cambrai. 
Si recò a Parigi per visitare l'esposizione universale del 1867, che rafforzò la sua vocazione d'artista. Non ricevendo il sostegno finanziario dei suoi genitori, dovette fare dei lavoretti e venne ingaggiato da un fabbricante di mobili del faubourg Saint-Antoine. In seguito ritornò a Cambrai per seguire le lezioni della scuola accademica nello studio di René Fache. Essendo uno studente studioso e diligente, il suo professore convinse i genitori di Carlier a lasciare che egli si stabilisse a Parigi per entrare alla scuola di belle arti. Ottenne una borsa di studio della città cambresiana nel 1869 e venne ammesso allo studio di Jules Cavelier.
Il professore impartiva un insegnamento rigorosamente accademico. La guerra del 1870 interruppe i suoi studi. Esentato dal servizio militare, visitò i suoi genitori e poi si unì ai volontari di Montrouge. Il suo battesimo del fuoco avvenne negli avamposti di Bagneux e a Buzenval, dove vide cadere il pittore orientalista Henri Regnault, fu colpito da tre colpi di arma da fuoco ed evitò per un pelo la perdita del suo braccio destro. Ricevette la medaglia militare tramite un decreto del 31 dicembre del 1871, su relazione del ministro della guerra.
Assistette agli avvenimenti della Comune e partì alla ricerca di altri orizzonti. Armato di una pistola e con quindici franchi, partì per la Spagna, che attraverso a piedi in sei mesi, prestando i suoi servizi lungo la strada a degli scalpellini. Una volta rientrato a Parigi entrò nell'atelier di François Jouffroy, poi entrò all'accademia Julian nello studio di Henri Chapu, dove ritrovò il suo amico di Valenciennes, Léon Fagel.
Nel 1874 debuttò al Salone e da allora in poi vi espose tutti gli anni. In segno di gratitudine, donò la sua prima opera importante alla città di Cambrai. Si trattava di una statua di pietra del cronista cambresiano Enguerrand de Monstrelet, che realizzò nel 1876 e che fu eretta in un giardino pubblico. Venne distrutta dai bombardamenti nel 1944. Nel 1877, scolpì la sua statua La risurrezione che orna la tomba di sua cognata al cimitero di Père-Lachaise a Parigi. Quest'opera gli fu commissionata per un monumento funebre del cimitero di Recoleta a Buenos Aires, e decise di farne una copia. Espose il Gilliatt alle prese con una piovra che gli valse la seconda medaglia al Salone del 1879, poi Avant l'Âge de Pierre che gli permise di ottenere una borsa di viaggio e di visitare l'Italia nel 1881. A Firenze diede forma al bozzetto L'Aveugle et le Paralytique grazie a quale si guadagnò la prima medaglia al Salone del 1883.

Nel 1885 chiese, senza ottenerlo, uno studio al Mobilier national o al quai de l'Alma per le sue opere scultoree. Nel 1886 chiese la concessione di un blocco di marmo che gli fu negata. Nel 1888, gli fu commissionata un'opera scultorea per decorare la scuola industriale di Roubaix o per l'esposizione universale del 1889, ma senza successo.

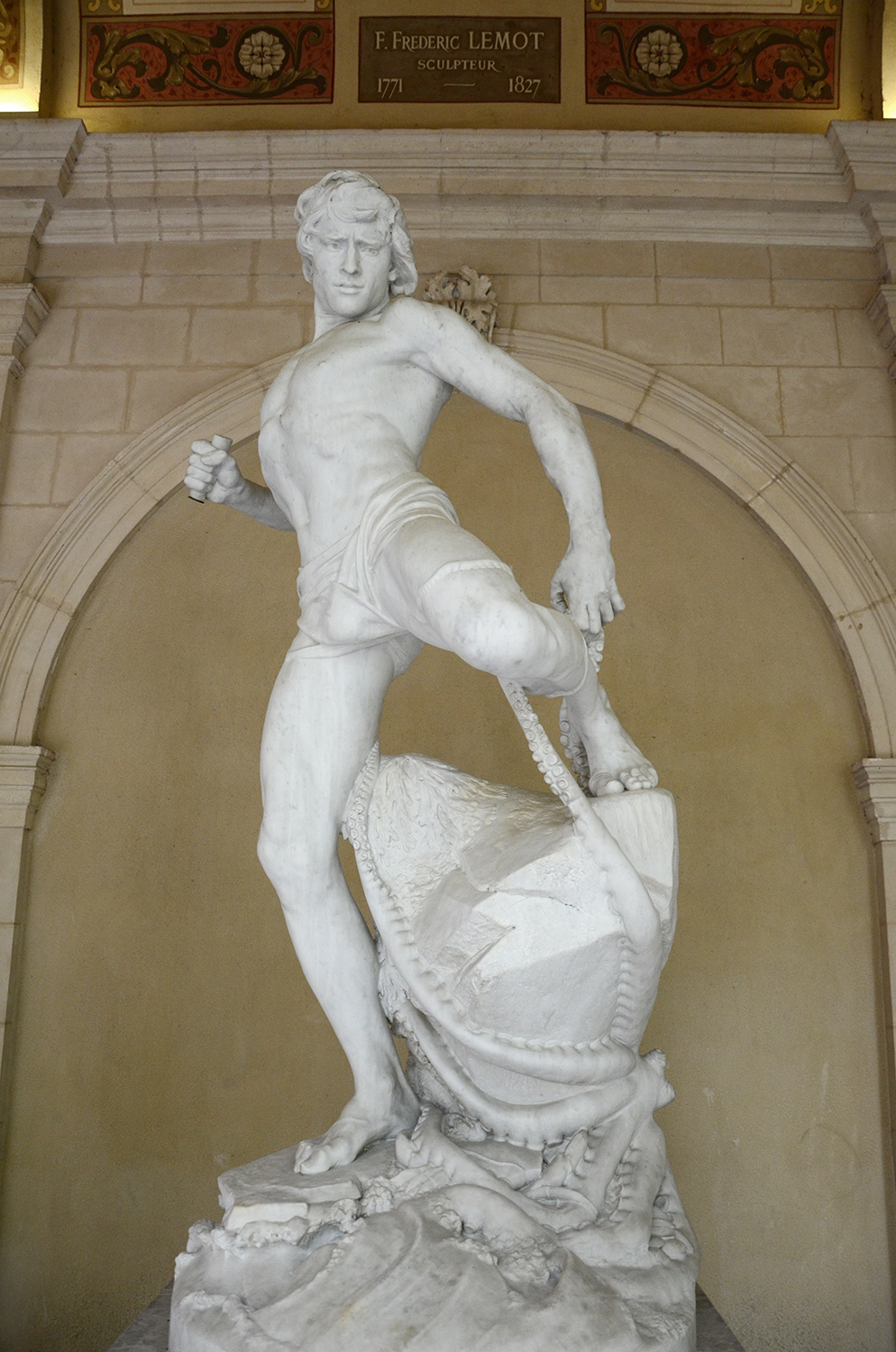
Gilliatt et la pieuvre, 1890, marmo, chiostro del museo di belle arti di Lione

Nel 1889, dopo aver vinto la sua medaglia d'oro all'esposizione universale di Parigi, egli decise di scolpire nel marmo il suo Gilliatt e lo espose al Salone del 1890. La sua opera venne acquistata dallo stato per il museo del Lussemburgo. Divenuto un membro della giuria del Salone degli artisti francesi, fece rivedere il regolamento. Nello stesso anno, la sua richiesta per un'opera scultorea venne respinta in quanto nel 1889 gli era stata acquistata una statua al Salone per la somma di 10.000 franchi. Una nuova richiesta nel 1894 ottenne la medesima risposta.
Alla fine del secolo, la città di Condé-sur-l'Escaut lo considerò, assieme a Léonie Duquesnoy e Jules-Louis Mabille, per realizzare il Monumento della Clairon, l'attrice originaria di questo comune. Alla fine fu Henri Gauquié che realizzò l'opera. Egli scolpì la grazia femminile con il suo capolavoro Le Miroir, esposto all'esposizione universale del 1900. Questa statua raffigura il personaggio di Criside del romanzo Afrodite di Pierre Louÿs.

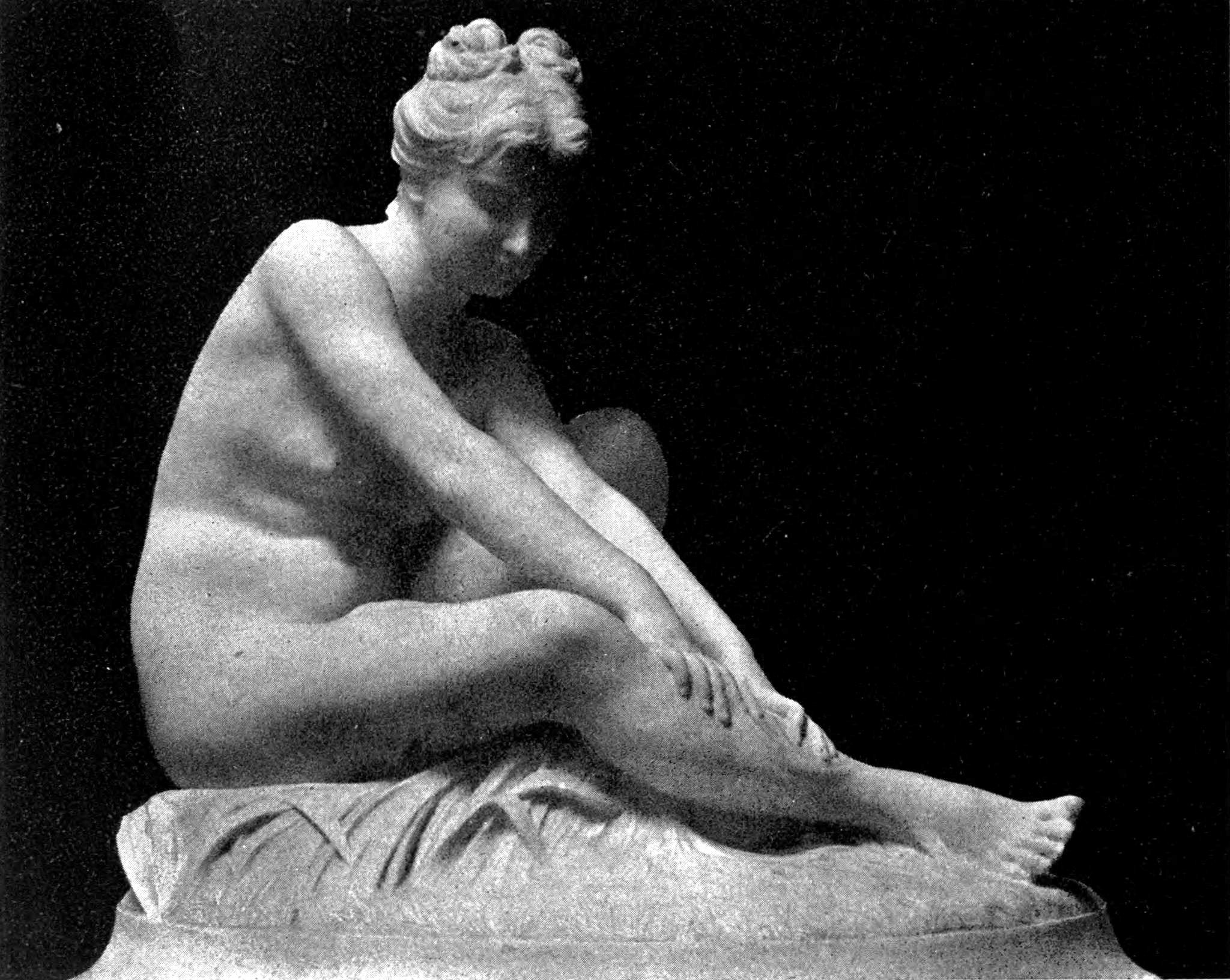
Baigneuse (Salone del 1906), ubicazione sconosciuta

Nel 1904, vinse una sottoscrizione mondiale lanciata per la realizzazione di un Monumento ai Vilmorin, eretto nel 1908 in una piazza parigina. Al Salone del 1906 espose una Bagnante dall'ubicazione oggi sconosciuta. Per Condé-sur-Escaut realizzò nel 1907 il Monumento al generale Léon de Poilloüe de Saint-Mars, un generale di divisione francese.
Venne chiamato ad Algeri nel 1912 per riprodurre le fattezze del duca di Cars, il generale della conquista del 1830, e fece anche un medaglione del generale Maurice Bailloud, il successore del conquistatore precedente, per la realizzazione di una targa in bronzo posta sull'obelisco del monumento ai caduti dell'armata d'Africa, eretto sulle alture del forte dell'Imperatore, inaugurato dal governatore generale dell'Algeria Charles Lutaud il 21 ottobre del 1912 e distrutto dall'esplosivo per la sicurezza degli abitanti di Algeri nel 1943.
Allo scoppio della prima guerra mondiale, si dedicò ad aiutare i rifugiati del Nord e, in quanto presidente dell'Amicale di Cambrai, durante i quattro anni del conflitto si occupò assieme al suo amico Devignes ad aiutare gli abitanti della regione cambresiana, messi in fuga dalla guerra.
Nel 1918, Carlier chiese al ministro delle Belle arti un posto come ispettore delle Belle arti, e in seguito collaborò assieme all'architetto Castex per un progetto di una fontana monumentale per la città di Reims. Dopo la guerra realizzò delle statue di bronzo dei poilu, e alcune copie ornano i monumenti ai caduti, soprattutto la statua di un soldato della grande guerra sulla cui base si trova l'iscrizione "On ne passe pas!" ("Non si passa!"), che rende gloria ai combattenti di Verdun.
Non cessando mai di volgere la propria attenzione alla sua città natale ed essendo un membro di varie associazioni, fece parte del comitato per la ricostruzione di Cambrai e partecipò a tutte le riunioni parigini dove erano presenti dei cambresiani.
Al suo funerale, l'elogio funebre venne pronunciato dal poeta Dévigne, da Auguste Dorchain e dal sindaco di Cambrai Georges Desjardins. Venne sepolto a Parigi, al cimitero di Montparnasse, accanto a dei parenti. Malgrado una confusione frequente, è per la tomba di sua suocera al cimitero di Père-Lachaise che aveva scolpito il suo gruppo La risurrezione, e non per la sua o per quella dei suoi genitori. La sua lapide conferma che fu un ufficiale della Legione d'onore (da lui ricevuta nel 1910). Gli venne dedicata una via di Cambrai, la rue Joseph-Carlier.

## Opere

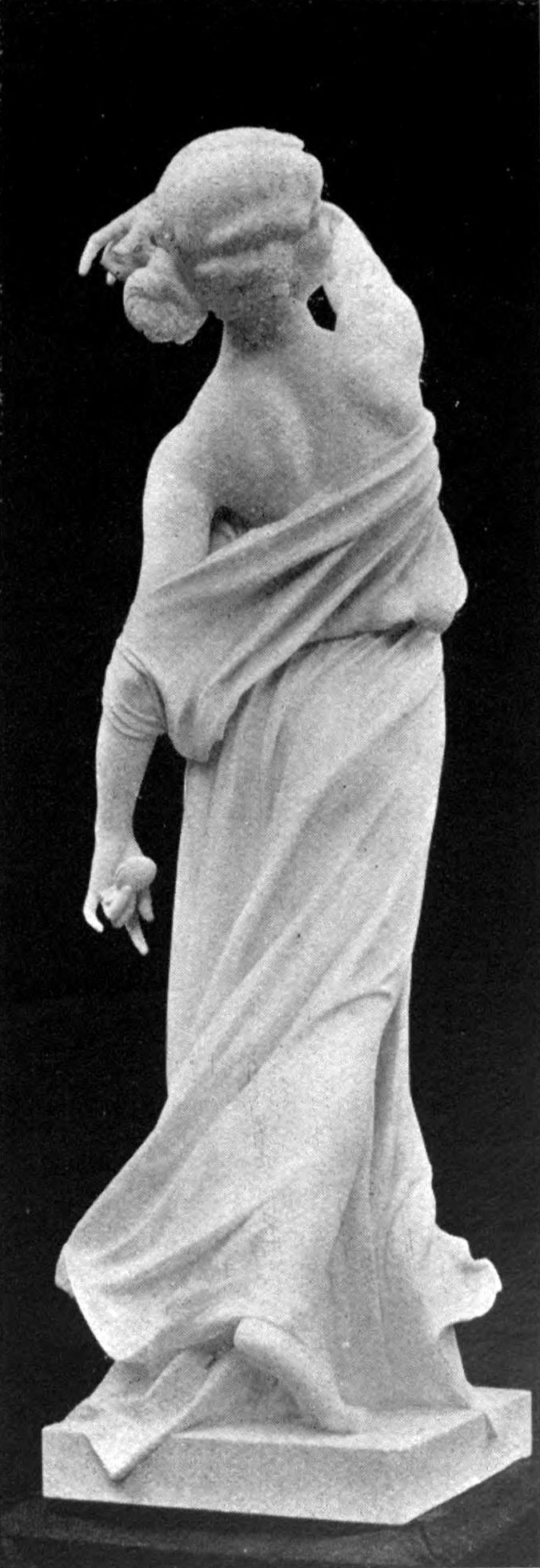
La Danse profane, 1904, marmo, museo d'arte e archeologia di Aurillac

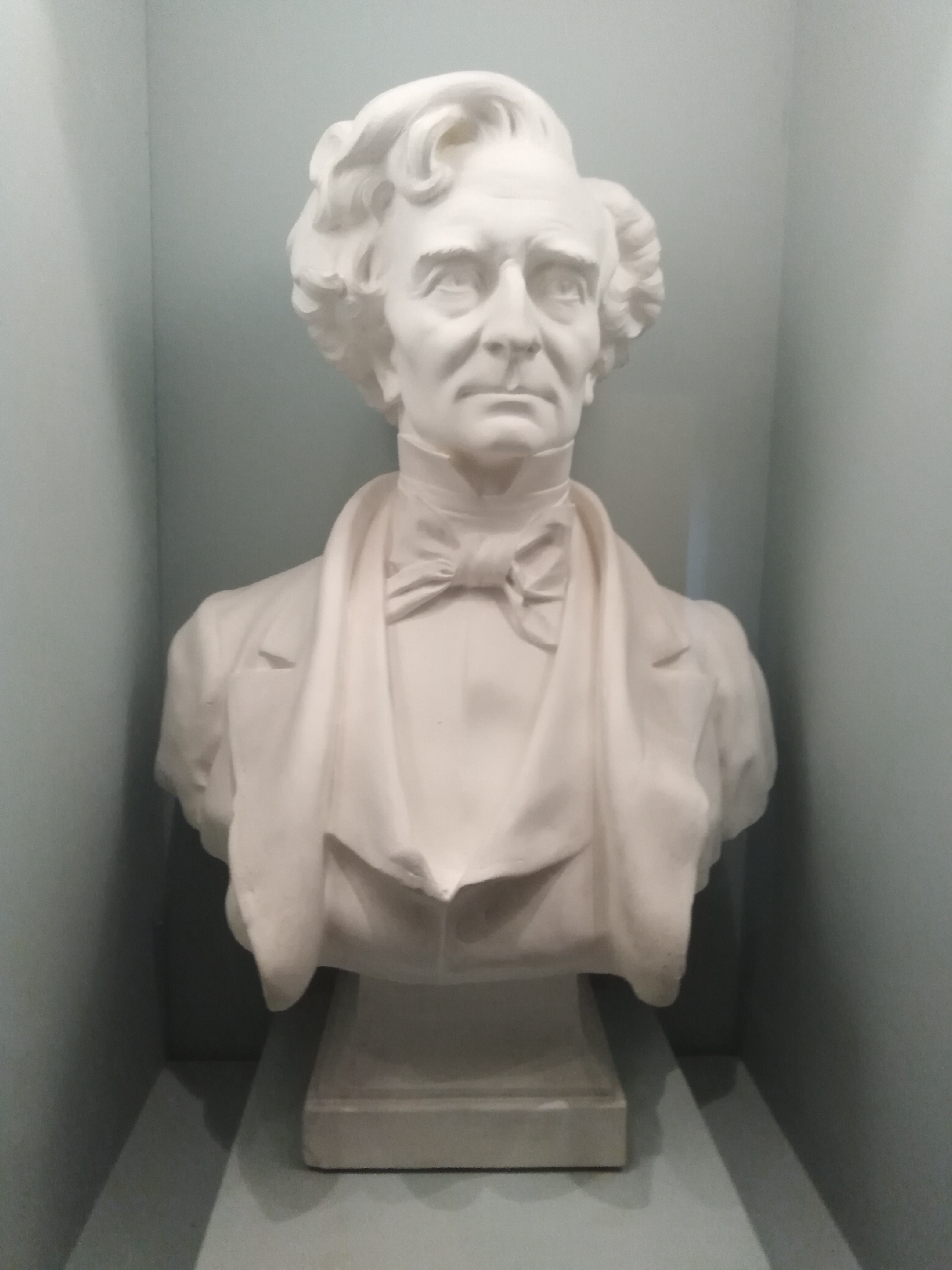
Busto di Berlioz, 1885, gesso, La Côte-Saint-André, museo Hector Berlioz

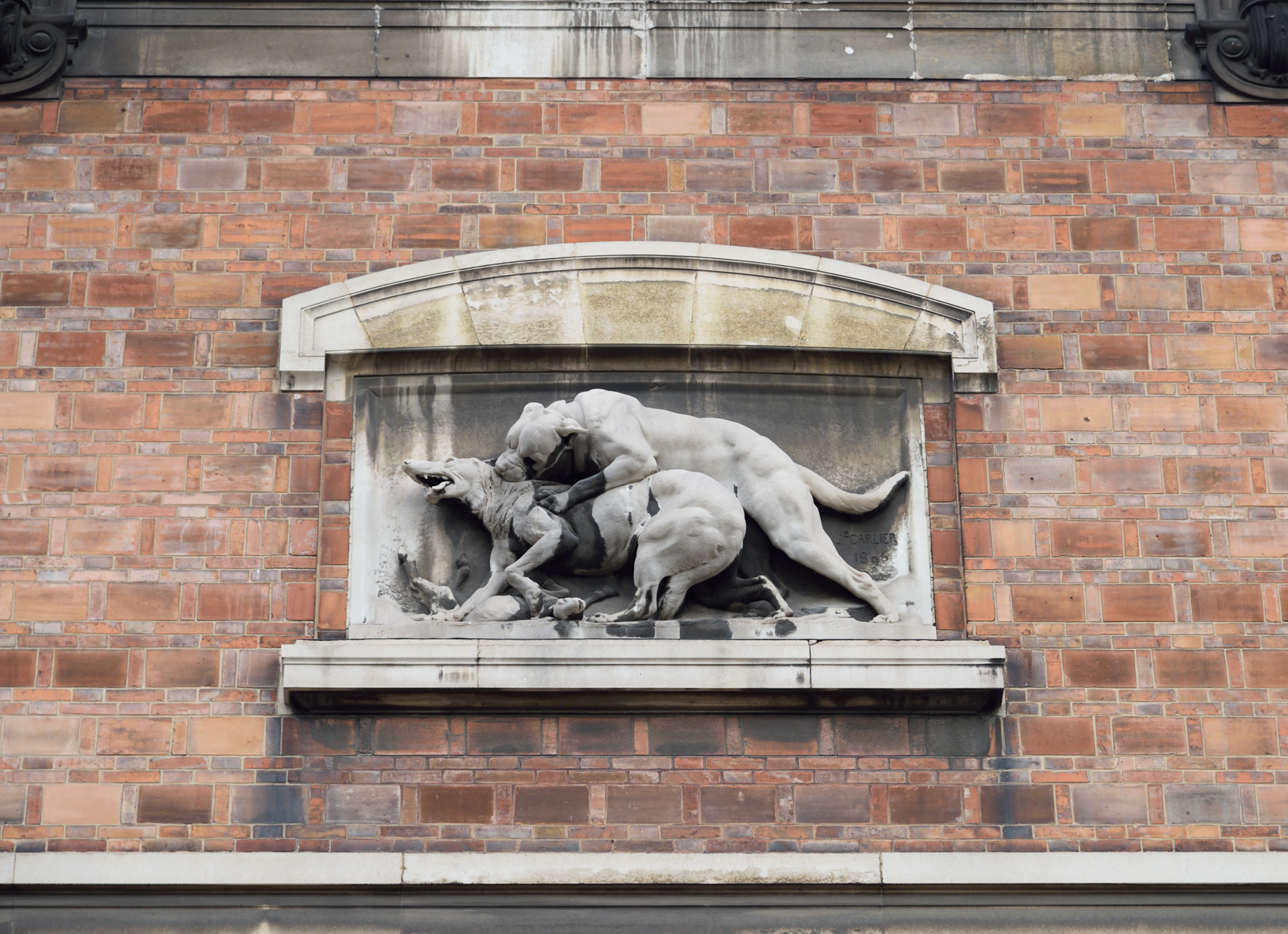
Dogue attaquant un loup avec un chevreau, 1896, altorilievo, Parigi, museo nazionale di storia naturale

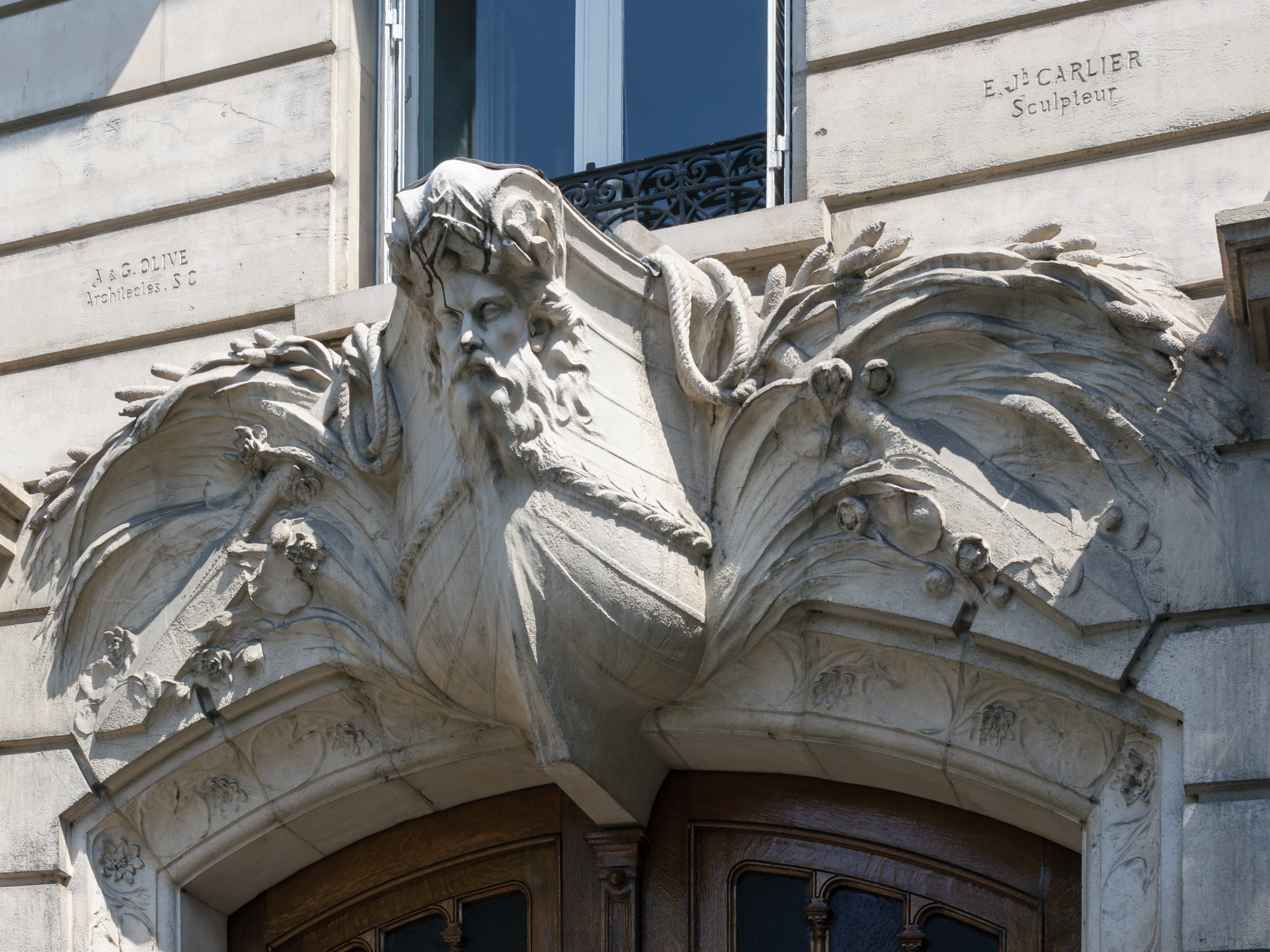
La prua con la testa di Nettuno per un'abitazione al numero 28 del boulevard de la Bastille, a Parigi.

- Arras, museo di belle arti: Le Miroir, 1897, gesso.[15]
- Aurillac, museo d'arte e archeologia: La Danse profane, 1904, marmo.[16] Destinata inizialmente ai giardini del palazzo dell'Eliseo, posta di fronte a una statua di Victor Ségoffin, La Danse sacrée (oggi conservata al museo d'Orsay), l'opera venne assegnata al museo di Aurillac nel 1921. Oggi si trova all'aria aperta, nel quartiere di Belbex.[17][18]
- Autun, museo Rolin: Madame Roland, gesso originale della statua di Saint-Denis.[19] Un altro gesso datato al 1892 fa parte delle collezioni del dipartimento dell'Isère, e si trova al centro nazionale delle arti plastiche.[20]
- Besançon, musée des Beaux-Arts et d'Archéologie: Victor Hugo, busto in bronzo.[21]
- Bordeaux, museo nazionale delle dogane: Le Contrebandier et son chien, bronzo.
- Cambrai:
  - museo di Cambrai:
    - Avant l'Âge de pierre, gesso;
    - Léon de Poilloüe de Saint-Mars, statuetta, bozzetto;
    - Le Miroir, gruppo in marmo, bronzo, onice e mosaico, 1897.[22] Rottasi durante il ritorno dall'esposizione universale del 1900 a Parigi, la statua in marmo fu rifatta poco dopo. La testa[23] e il torso originali[24] si conservano nei depositi del museo.
    - Paysanne, statua in terracotta, data sconosciuta;[25]
    - Baigneuse assise, disegno databile al 1906, donazione dell'artista;[26]
    - La Vague, statua in gesso, 1912;[27]
    - Achille Durieux, professore alla scuola di disegno di Cambrai, busto in gesso, 1876;[28]
    - Eugène Bouly, storico di Cambrai (1804-1884), busto in bronzo, 1885,[29] e due busti in gesso;[30][31]
    - Pierre Bouchez (1840-1905), busto in terracotta, 1885;[32]
    - Victor Brienne, busto in gesso, 1898;[33]
    - Auguste Dorchain, busto in gesso, 1899;[34]
    - Abel Berger, pittore cambresiano (1826-1906), busto in bronzo, data sconosciuta.[35]

  - giardino pubblico:
    - Gilliat et la pieuvre, bronzo, fusione di Alexis Rudier, 1881. La statua fu distrutta nel 1917 e poi ricostruita nel 1934 tramite una nuova fusione dal modello originale in gesso;[36]
    - medaglione in bronzo con l'effige di Louis Blériot, 1909, per il Monumento a Blériot.[37]

  - place du 9-octobre:
    - medaglione con l'effige di Edmond Garin (1847-1928), sindaco di Cambrai, fatta da Louis Georges, basandosi su un modello di Carlier, 1929.[38]
- Condom, municipio: La Danse profane, gesso.[39]
- Digione, museo delle belle arti: L'Ingénieur Adolphe Jullien, busto in gesso.[40]
- Grenoble, museo di Grenoble: Berlioz, busto in gesso, 1885, come deposito del fondo nazionale d'arte contemporanea.[41]
- La Côte-Saint-André, museo Hector Berlioz:
  - Berlioz, busto in gesso, 1885, deposito del museo del Delfinato.[42]
  - Berlioz, busto in bronzo dalla patina marrone, 1885.[43]
- Lons-le-Saunier, museo di belle arti: Combat de chien, ou Dogue, loup et chevreau, altorilievo in gesso, 1895. Il modello in marmo è al museo di storia naturale di Francia, come deposito del fondo nazionale d'arte contemporanea, già depositato al museo di Saint-Claude.[44][45]
- Lorient, museo di Lorient: Victor Massé, busto in gesso.[46]
- Lione, museo di belle arti: Gilliatt et la pieuvre, 1890, marmo. In occasione della distribuzione delle opere del museo del Lussemburgo, si consigliò di esporre il marmo del Gilliatt al museo del Louvre. La commissione rifiutò ma venne offerta la possibilità di assegnarlo al museo nazionale di storia naturale o all'istituto oceanografico di Parigi.[47] Messa in deposito al museo d'Orsay, quest'opera ispirata al romanzo I lavoratori del mare di Victor Hugo venne poi spostata nella sala della piscina di Villeurbanne fino al 2000.
- Montpellier, place de la Révolution-française: Madame Roland, busto in bronzo.
- Nancy, liceo Henri Poincaré, chiostro: Monumento a Henri Poincaré, 1913, busto in bronzo.[48]
- Palaiseau, scuola politecnica, grande corridoio: Henri Poincaré, professore alla scuola politecnica, 1909, busto in gesso, dono della moglie di Henri Poincaré nel 1916.[49]
- Parigi:
  - boulevard de la Bastille, n. 28, entrata, statua di una prua con una testa di Nettuno.[50]
  - cimitero di Père-Lachaise: La Résurrection, bronzo.
  - École nationale des ponts et chaussées: busto in marmo dell'ingegnere Jullien, 1887 circa.[51]
  - Istituto di Francia: Ferdinand Charles Léon de Lasteyrie (1810-1879), archeologo, busto.[52]
  - Mobilier national: Baigneuse, od Ondine, 1914, statuetta in marmo,[53] in tempo nell'appartemento del commandant Féquant, ubicazione attuale sconosciuta.
  - municipio:
    - Firmin Didot, statua in pietra, 1880, piano terra della facciata della rue de Rivoli. Il bozzetto in gesso è conservato al deposito di opere d'arte della città di Parigi, a Ivry;[54]
    - La Gravure, bassorilievo in pietra, 1884, scalone d'onore, sopra la porta d'ingresso. Il bozzetto in gesso è conservato al deposito di opere d'arte della città di Parigi, a Ivry.

  - museo Galliera: On veille, busto.[55]
  - Museo nazionale di storia naturale di Francia, galleria di paleontologia e anatomia comparata: Dogue attaquant un loup avec un chevreau, 1896, altorilievo in pietra.[56]
  - Palais Garnier:
    - Victor Massé, busto in marmo, 1889 ;[57]
    - Hector Berlioz, busto in marmo, 1885.[58]

  - Petit Palais:
    - Nausicaa, 1910, marmo;
    - Tête de femme, 1912, marmo di Siena su uno zoccolo di marmo verde, acquisto del 1917, deposito del museo Galliera.[59]

  - Università della Sorbona, facciata della rue des Écoles: L'Histoire naturelle, 1887.
- Saint-Denis, maison d'éducation de la Légion d'honneur: Madame Roland, marmo, 1893.[60]
- Saint-Symphorien, castello di Sourches: busto in bronzo di Amédée de Pérusse des Cars che in origine ornava il Monumento al corpo di spedizione del 14 giugno del 1830, eretto nel 1912 presso Dely Ibrahim, rimpatriato nel 1962. Un altro esemplare dell'opera si trova in mezzo alle rovine del castello di Cars.[61]
- Tours, municipio: Le Jour e La Nuit, 1899, cariatidi ai lati dell'orologio.
- Valenciennes, museo di belle arti: Gilliatt et la pieuvre, gesso originale, 1879.[62]
- Vannes, collegio Saint-François-Xavier: busto in bronzo del conte Ludovic Espivent de La Villesboisnet, 1910.[63]
- Verrières-le-Buisson: Monument aux Vilmorin: l'Agriculture et l'Horticulture, 1908, gruppo in marmo di tre statue, L'Agriculture, L'Horticulture e un Enfant vannant, eretto grazie a una sottoscrizione internazionale.[64] Restaurato per il bicentenario Verrières-Vimorin 1815-2015, il gruppo venne reinstallato davanti al municipio del comune e inaugurato il 24 gennaio del 2015.[65] Il piedistallo imponente è scomparso.[66]
- Vizille, museo della Rivoluzione francese: Madame Roland, statua in gesso.[67]

### Opere distrutte

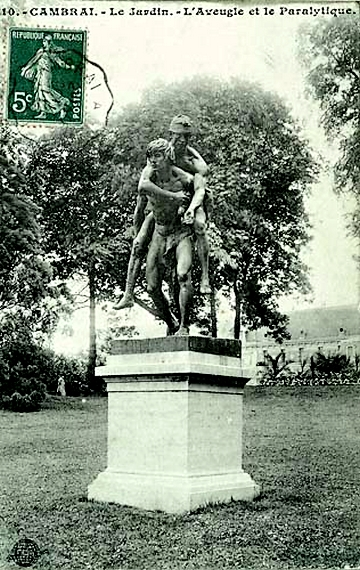
L'Aveugle et le paralytique, 1885, Cambrai (distrutto nel 1942)

- Enguerrand de Monstrelet, statua in pietra un tempo nel giardino pubblico di Cambrai, eretta nel 1876, distrutta nel 1944 e sostituita da una statua sullo stesso soggetto di Pierre-Alfred Cazaubon.[68]
- L'Aveugle et le paralytique o La Fraternité, gruppo in bronzo un tempo nel giardino pubblico di Cambrai, dal modello in gesso esposto al Salone del 1884, distrutto nel 1917, ricostruito nel 1934 e fuso definitivamente nel 1942.[69]
- La Famille, gruppo in gesso creato nel 1886, presentato fuori concorso al Salone del 1887, acquisito dallo stato, messo in deposito al museo di belle arti di Arras nel 1889 e distrutto nel 1915.[70]
- Busto in bronzo del generale Léon Poilloüe de Saint Mars, detto il "Padre del soldato" per il suo monumento a Condé-sur-Escaut, eretto en 1907, e una statua di un soldato, distrutto.[71]
- Medaglione in bronzo del generale Maurice Bailloud, per il monumento ai caduti dell'armata d'Africa ad Algeri, eretto il 21 ottobre del 1912 et distrutto nel 1943.[72]

### Monumenti ai caduti
La statua del poilu On ne passe pas! ha decorato vari monumenti ai caduti del primo conflitto mondiale nei comuni dei dipartimenti seguenti:
- Aveyron: Campouriez,[73] Nant;[74]
- Corsica del Sud: Sampolo;[75]
- Doubs: Dannemarie,[76] Lizine,[77] Pelousey,[78] Pouilley-les-Vignes,[79] Pugey,[80] Thoraise;[81]
- Nord: Beaurepaire-sur-Sambre.[82]